# Пьянков, Алексей Петрович
Алексе́й Петро́вич Пья́нков (бел. Аляксей Пятровіч П'янкоў) (3 марта 1901, Пермь — 12 ноября 1987, Минск) — российский, белорусский историк, краевед, доктор исторических наук, декан историко-филологического факультета Пермского (Молотовского) университета (1941), декан исторического факультета Белорусского университета (1943). Исследователь российской и белорусской истории, истории Пермского края XVII–XVIII веков.

## Биография
Родился 3 марта 1901 года в Перми. В 1925 году окончил общественно-педагогическое отделение педагогического факультета Пермского университета, работал преподавателем истории и обществоведения в школах г. Перми.
В период учёбы и работы в г. Перми в 1920-е годы принимал активное участие в деятельности Кружка по изучению Северного края при Пермском университете и Общества исторических, философских и социальных наук. Занимался исследованием социально-экономической истории Урала и Прикамья, главным образом хозяйства уральской деревни XVII—XVIII вв. По заданию Археографической комиссии при АН СССР проводил обследование фондов Пермского окружного архива с целью выявления исторических материалов. В частности, им первым были введены в научный оборот такие ценные источники по истории прикамской крепостной деревни и горнозаводских хозяйств строгановской группы, как отказные книги.
С 1934 года — доцент кафедры истории народов СССР в Полтавском пединституте.
В 1937-1941 годах — заведующий кафедрой истории народов СССР и одновременно с 1937 года — декан исторического факультета Белорусского университета. Помимо научной деятельности, А. П. Пьянков занимался и общественной: в (1938-1947 годах он — депутат Минского горсовета).
В 1941-1945 годах находился в эвакуации в г. Молотове, был заведующим кафедрой истории СССР Пермского (тогда Молотовского) университета.
С 16 сентября по 14 октября 1941 года — декан воссозданного при Пермском (Молотовском) университете историко-филологического факультета.
В 1943 году — декан исторического факультета Белорусского университета. Во второй половине 1940-х — начале 1980-х годов вновь работал в Белорусском университете, в 1946—1950 годах заведовал там кафедрой истории народов СССР, с сентября 1948 года — проректор по научной работе.
В 1948 году защитил в Ленинградском государственном университете докторскую диссертацию на тему: «Феодальные отношения в Северо-Восточной Руси до начала XVI в.». В том же году присуждена степень доктор исторических наук, в 1950 году — научное звание профессор.
В БГУ научная работа А. П. Пьянкова протекала в двух областях: социальная история Древней Руси (чему посвящены две его диссертации и некоторые другие работы) и история Белоруссии. Умер 12 ноября 1987 года в Минске.

## Избранные научные работы
- Хозяйство вогулов в XVII веке // Пермский краведческий сборник. Пермь, 1926. Вып. 2.;
- Хозяйство уральской деревни в эпоху торгового капитализма: (Очерк из экономической истории Урала XVII века). Пермь, 1926.;
- Пережитки пугачевщины на Урале в 80-х годах XVIII столетия // Пермский краеведческий сборник. Пермь, 1927. Вып. 3.;
- Экономические предпосылки Октября на Урале // Борьба за власть. Пермь, 1927. Т. 3, кн. 4.;
- Поземельный строй прикамской крепостной деревни конца XVIII века по отказным делам Пермского окрархива // Сборник О-ва ист., филос. и социальных наук при Перм. ун-те. Пермь, 1929. Вып. 3.;
- Происхождение общественного и государственного строя Древней Руси. Минск: Издательство БГУ, 1980.